# Большая Итча
Большая Итча — деревня в Якшур-Бодьинском районе Удмуртской республики.

## География
Находится в центральной части Удмуртии на расстоянии приблизительно 18 км на запад-юго-запад по прямой от районного центра села Якшур-Бодья.

## История
Основана в 1888 году переселенцами из починка Кургальского Сарапульского уезда. В 1893 году здесь (починок Заболотинский) было учтено 13 дворов, в 1905 — 17, в 1924 — 23. Настоящее название с 1916 года. До 2021 год входила в состав Чуровского сельского поселения.

## Население
Постоянное население составляло 90 человек (1893), 121 (1905), 157 (1924), 29 человек в 2002 году (русские 69 %, удмурты 31 %), 49 в 2012.